# Garderkasernen Høvelte
Garderkasernen i Høvelte (ofte omtalt bare som Høvelte Kaserne, HØK eller GDK) er Livgardens primære kaserne.

## Historie
I årene 1910 – 1912 købte staten 320 tønder land og indrettede Høvelte Kaserne. 
Høvelte Kaserne var den gule kaserne, hvoraf det meste blev revet ned i efteråret 1998. Kun hovedbygningen og vagtbygningerne står tilbage. Her lå Planelementet for FN's udrykningsstyrke SHIRBRIG fra oprettelsen i 1996 til nedlæggelsen i 2009. Garderkasernen i Høvelte (officielt forkortet GDK) opførtes i 1939 – 1942 ved arkitekt Georg Pfaff og oberstløjtnant Georg Ehrenskjold, og er i dag Den Kongelige Livgardes hovedkvarter beliggende nord for Birkerød i Nordsjælland. Livgarden flyttede ind på kasernen i 1985, da Livgardens hidtidige kaserne Sandholmlejren blev afhændet af Forsvaret.
Filmene i serien Soldaterkammerater er optaget på Høvelte Kaserner.

## Kasernen
Garderkasernen i Høvelte er en lukket kaserne, dvs. at der skal vises militært ID ved passage af vagten. Ved kasernen ligger Høvelte Trinbræt.

## Tjenestegørende
Garderkasernen danner ramme om størstedelen af Den Kongelige Livgardes værnepligtige og professionelle enheder:
- 1. Bataljon
  - Består af 1. PNINFKMP, 2. MEKINFKMP, 1. Stabskompagni, samt bataljonsstaben og udgør den professionelle del af Den Kongelige Livgarde i rammen af 1. Brigade.
- 2. Bataljon
  - Er ansvarlig for uddannelse af værnepligtige og Hærens Reaktionsstyrke Uddannelse. Gardere forretter først 4 måneders basisuddannelse (HBU) i Høvelte, inden de overgår til Livgardens Vagtkompagni beliggende på Livgardens Kaserne i det centrale København, hvor de går vagt omkring dronningens slotte og palæer. Hærens Reaktionsstyrke Uddannelse tager 8 måneder og funktionsuddanner soldaten til at indgå i de stående reaktionsenheder.